# Claude Michel (autrice-compositrice-interprète)
Pour les articles homonymes, voir Claude Michel.
Claude Michel, née à Reims le 11 août 1936 et morte à Concarneau le 17 décembre 2023,, est une démographe, autrice-compositrice-interprète  et militante féministe française. Elle est notamment connue pour être l'autrice du chant des Penn Sardin, écrit en hommage à la grève de 1924 des sardinières éponymes et repris dans de nombreuses manifestations sociales.

## Biographie

### Enfance, famille et formation
Claude Michel naît le 11 août 1936 à Reims, dans une famille relativement aisée. Son père, originaire de Morlaix est architecte, et sa mère femme au foyer, s'occupe de la fratrie de 13 enfants dont Claude Michel est l'ainée.
Mariée tôt, elle a déjà quatre enfants quand, alors qu'elle a 23 ans et se voit atteinte d'une tuberculose, son mari — devenu médecin pendant leurs années de mariage — l'abandonne, ce qui selon L'Obs, « précipita sans doute son féminisme et son affiliation au Mouvement pour la liberté de l’avortement et de la contraception (MLAC) de Gisèle Halimi ». Elle divorce, se remarie à trois autres reprises, et a trois autres enfants.
Elle reprend alors, après son divorce, des études d'histoire-géographie pour pouvoir subsister, et devient professeur de collège et lycée.
Elle prépare à partir de 1968 une thèse sur le travail des femmes qui l'amène à un doctorat de démographie.
La même année, elle rejoint Concarneau pour se rapprocher de ses parents. Elle enseigne depuis lors et jusqu'à  sa retraite aux collège et lycée du Porzou.

### Militance féministe
En 1971, dès la parution du « Manifeste des 343 salopes », elle rejoint le MLAC et le Mouvement français pour le planning familial,. Elle rédige pour ce dernier une monographie analysant le profil des consultantes et consultants sur la base de milliers de fiches d'inscription enregistrées en 1973 et 1974. Militante, elle participe à de nombreuses manifestations pour les droits des femmes, dans un climat qu'elle considère comme très dur : elle se voit notamment reprocher un manque d'instinct maternel du fait de ses positions en faveur de l'avortement et de la contraception, malgré ses sept enfants dont certains l'accompagnent. Elle co-organise des voyages vers la Grande Bretagne pour les femmes souhaitant avorter. Lorsque la loi Veil est votée, elle réorganise son action en faveur des femmes victimes de violences conjugales.
En 1979, elle publie Toutes les mêmes ?. L'ouvrage, qui reprend à la forme interrogative « l'affirmation vulgaire du mépris et de la condescendance masculine », s'attache à montrer les différences de statut et de catégories possibles des Françaises, et leur influence sur leurs conditions de vie, leurs choix — ou absence de choix — familiaux et professionnels, en même temps qu'il dénonce l'exploitation capitaliste s'ajoutant à la discrimination sexuelle. Il est republié au format numérique en 2018.

### Chant et accordéon
En 1980, elle décide de travailler à mi-temps pour pouvoir se consacrer à la chanson et apprendre à jouer de l'accordéon diatonique. Son premier titre, Café, café, traite de l’importation de cultures dans les pays riches au détriment des populations locales.
Ses chansons, souvent engagées, quelquefois poétiques, reprennent ses coups de cœur et ses révoltes. Elle dénonce aussi bien le sort des Africaines envoyées à Brest se prostituer, que l'excision, le manque de scolarisation des fillettes afghanes, le sort de certaines femmes au foyer, l'invasion du foot à la télévision, ou la pollution de l'eau. Côté chants de marins, après avoir chanté en chorale, elle juge le répertoire insuffisant et décide de le compléter. Elle en critique le caractère trop souvent sexiste, et créée Les filles de Concarneau pour proposer une vision des femmes autre que la fille-objet ou la femme de pêcheur éplorée guettant du bout du quai le retour de l'époux.
Son sixième CD parait en 2012.

### Engagement humanitaire
En 1992, après le décès d'un SDF mort de froid, elle co-fonde l'Abri-côtier, un centre d'hébergement destiné initialement à accueillir hommes et femmes sans abri,. Toutefois, lorsque la municipalité, qui avait promis l'ouverture de places de refuge, n'ouvre en 2000 que des places pour les hommes, elle décide de réserver la structure au seul accueil des femmes.
À la fin des années 1990, elle participe avec son quatrième mari, Jean-Yves  Gargam, à la création de La Liane Bretagne-Afrique, une association brestoise luttant contre le sort des enfants talibés du Sénégal, multiplie pendant de nombreuses années les concerts et conférences en leur faveur,, et crée une école dans le village de Khandame ainsi qu'une maison d'accueil à M'Bour.
Elle multiplie les voyages, et en 2002, se rend avec un groupe à Kaboul pour faire avancer les droits des Afghanes.
Elle participe aussi à Mil Espoirs Mille Savoirs, une association d'aide à la scolarisation des enfants des Wodaabes, une tribu nomade du Niger.

### Loisir: la mer
Claude Michel, au-delà de ses chansons, est une férue de mer et de pêche. Pendant de nombreuses années, elle sort tous les soirs en barque poser ses filets pour récupérer le lendemain matin poissons et crustacés ; elle pêche aussi le week-end avec son mari depuis leur voilier.
Après sa retraite, pour garder le contact avec le public d'enfants qu'elle a connu en tant qu'enseignante, elle se fait animatrice de classes nautiques et donne des animations sur le patrimoine maritime.